# Ивона Јерковић
Ивона Јерковић (Београд, 2. јул 1984) српска је кошаркашица. Играла је за ЖКК Партизан у Србији. Такође је играла за Фенербахче из Истанбула и Мигроспор у Турској. Висока је 200 cm и игра на позицији центра. Са ЖКК Партизан освојила је државно првенство (2009–10).

## Достигнућа
- Еврокуп за жене - вицешампион 2004. са Фенербахче из Истанбула